# Tanaecia aryana
Tanaecia aryana är en fjärilsart som beskrevs av Hans Fruhstorfer 1913. Tanaecia aryana ingår i släktet Tanaecia och familjen praktfjärilar. Inga underarter finns listade i Catalogue of Life.